# U-402
Unterseeboot 402 foi um submarino alemão do Tipo VIIC, pertencente a Kriegsmarine que atuou durante a Segunda Guerra Mundial.

## Comandantes
| Comandante                              | Data                                       |
| --------------------------------------- | ------------------------------------------ |
| KrvKpt. Siegfried Freiherr von Forstner | 21 de maio de 1941 - 13 de outubro de 1943 |

## Subordinação
Durante o seu tempo de serviço, esteve subordinado às seguintes flotilhas:
| Período                                      | Flotilha                                  |
| -------------------------------------------- | ----------------------------------------- |
| 21 de maio de 1941 - 1 de outubro de 1941    | 3. Unterseebootsflottille (treinamento)   |
| 1 de outubro de 1941 - 13 de outubro de 1943 | 3. Unterseebootsflottille (serviço ativo) |

## Operações conjuntas de ataque
O U-402 participou das seguinte operações de ataque combinado durante a sua carreira:
- Rudeltaktik Störtebecker (17 de novembro de 1941 - 19 de novembro de 1941)
- Rudeltaktik Benecke (19 de novembro de 1941 - 25 de novembro de 1941)
- Rudeltaktik Letzte Ritter (25 de novembro de 1941 - 4 de dezembro de 1941)
- Rudeltaktik Panther (10 de outubro de 1942 - 20 de outubro de 1942)
- Rudeltaktik Veilchen (20 de outubro de 1942 - 5 de novembro de 1942)
- Rudeltaktik Landsknecht (19 de janeiro de 1943 - 28 de janeiro de 1943)
- Rudeltaktik Pfeil (1 de fevereiro de 1943 - 8 de fevereiro de 1943)
- Rudeltaktik Amsel 1 (3 de maio de 1943 - 6 de maio de 1943)
- Rudeltaktik Elbe (7 de maio de 1943 - 10 de maio de 1943)
- Rudeltaktik Elbe 2 (10 de maio de 1943 - 12 de maio de 1943)
- Rudeltaktik Leuthen (15 de setembro de 1943 - 24 de setembro de 1943)
- Rudeltaktik Rossbach (24 de setembro de 1943 - 6 de outubro de 1943)